# Саина
Саи́на (настоящее имя Екатерина Аркадьевна Саввинова) (род. 17 июля 1971) — якутская певица, работающая в жанре этнической музыки. Заслуженная артистка Республики Саха (Якутия). Саина — сценический псевдоним, исходное от настоящего имени Саввинова Екатерина. Исполненная ей песня «Здравствуй, Якутск!» (1997, музыка — Александр Болознев, текст — Николай Гринько) стала неофициальным гимном Якутска.

## Биография
Родилась 17 июля 1971 года в селе Кюсюр, Булунского улуса Якутской АССР в семье музыкантов. Мать — дирижёр-хоровик, отец — саксофонист, кларнетист.
Образование — преподаватель музыки, менеджер индустрии досуга.
За 15 лет работы на якутской эстраде Саина выпустила 4 альбома, 2 видеоклипа и документальный фильм.
В репертуаре певицы около 200 песен на 20 языках мира (якутский, русский, эвенский, эвенкийский, долганский, чукотский, юкагирский, японский, бурятский, монгольский, казахский, корейский, украинский, английский, французский, хинди, болгарский, итальянский, испанский, грузинский).
Играет на фортепиано, хомусе, бубне и на других якутских национальных инструментах.
В праздничном розыгрыше «Поля чудес» 2010 года Саина выиграла суперигру и главный приз.
В октябре 2015 года певица приняла участие в культурной программе Всемирных спортивных игр коренных народов мира, Бразилия, город Палмас.

## Хронология
- 1997 — Лауреат Республиканского конкурса молодых исполнителей «Якутск-97» (г. Якутск);
- 1997 — Лауреат Республиканской премии «Золотой олень» в номинации «Лучшая певица года» (г. Якутск);
- 1999 — Финалистка Всероссийского конкурса молодых исполнителей «Голоса-99» (г. Сочи);
- 2003 — Лауреат международного фестиваля «Звезды Белого месяца» (г. Улан-Удэ, Бурятия);
- 2004 — Лауреат международного фестиваля «Хох монгол» (г. Улан-Батор, Монголия);
- 2006 — Лауреат Республиканского конкурса популярной музыки «Этигэн хомус» в номинации «Певица года» (г. Якутск).
- 2009 — Лауреат всероссийского фестиваля «Ветер надежды»[4]
- 2011 — первая премия по вокалу на Международной «Фестивальной ривьере»[5][6][7]

## Дискография
| Альбом              | Год  |
| ------------------- | ---- |
| Здравствуй, Якутск! | 1998 |
| Северное сияние     | 2002 |
| Саина               | 2005 |
| Любовь как сон      | 2008 |

## Клипы
| Название                            | Год  |
| ----------------------------------- | ---- |
| Тапталы харыстааҥ (Берегите любовь) | 1996 |
| Здравствуй, Якутск!                 | 2002 |
| Моя Якутия                          | 2016 |